# 黒祠の島
『黒祠の島』（こくしのしま）は、小野不由美の推理小説、またそれを原作とした山本小鉄子の漫画。

## あらすじ
調査事務所を営む式部剛は、懇意にしていた作家の葛木志保が行方不明になったことから、九州北西部にある彼女の故郷・夜叉島を訪れることになる。しかし閉鎖的な村人からは情報を得ることが出来ず、一旦は島を出ようとするが、何か異様なものを感じ村に留まることにする。その後、村の医師・泰田の協力を得られることとなったが、泰田から伝えられたことは「葛木志保は死んだ」という言葉であった。明らかに他殺体であるのに、真相を調べようとしないことに不信感を抱いた式部は、村の事情や過去に起こった出来事を調べていく。

## 登場人物

### 主要人物
式部 剛（しきぶ たける）
石井探偵事務所の所員であったが、オーナー亡き後、石井調査事務所と名前を変え、作家やライターなどから依頼された取材などを代行する。30代。
葛木 志保（かつらぎ しほ）
ノンフィクション作家。式部の事務所にたびたび取材を依頼していた。故郷の話などは一切しなかった。
伊 東輝（い とうき）
大学生。式部の助手として石井調査事務所でアルバイトをしている。名字は伊なのだが、葛木には伊東君と呼ばれている。
永崎 麻理（ながさき まり）
葛木志保の友人。法律事務所に勤める。故郷の話などは一切しなかった。

### 夜叉島の人々

#### 神領家
神領 明寛（じんりょう あきひろ）
神領家・現当主。50代半ば。5人兄弟の頭。
神領 須磨子（じんりょう すまこ）
明寛の妻。50代くらい。
神領 康明（じんりょう やすあき）
故人。明寛の長男。悪性リンパ腫で亡くなる。
神領 英明（じんりょう ひであき）
故人。明寛の次男。熊本県の大学を卒業後、地元に戻り、水産加工会社の顧問に納まる。溺死（23歳没）。死亡の4日前に島を出ていた。
神領 浅黄（じんりょう あさぎ）
故人。明寛の長女。12歳の時、風邪をこじらせて亡くなる。
神領 浅緋（じんりょう あさひ）
神領家・現守護（下記参照）。本当に実在するのかは不明。
神領 寛有（じんりょう ひろあり）
故人。神領家・先代当主。
神領 民江（じんりょう たみえ）
先代当主の妻。明寛の母。島民からは「大奥さん」と呼ばれている。
神領 杜栄（じんりょう もりえ）
神霊神社の宮司。先代の守護。寛有の三男。明寛の2番目の弟。
神領 安良（じんりょう やすら）
神霊神社の先代宮司。先々代の守護。寛有の2番目の弟。作業着を着た痩せた老人。本人曰く、明寛に小遣いをせびって生きている人間と言うが、高い洞察力と公正な感覚を持つ。人が住んでいるとは思えない廃屋で、島内で世捨て人のような生活を送っている。非協力的な者が多い島内で、主人公に、島の歴史にはじまり、神領家の事など多くの情報を与える人物。
神領 忠有（じんりょう ただあり）
故人。寛有の弟。
神領 博史（じんりょう ひろし）
忠有の息子。加工会社を営む。
神領 光紀（じんりょう こうき）
博史の長男。加工会社に勤める。
神領 泉（じんりょう いずみ）
博史の長女。高校生。
高藤 孝次（たかとう こうじ）
神領家の雑務などを取り仕切る。島民からは「番頭さん」と呼ばれている。
高藤 圭吾（たかとう けいご）
孝次の息子。
松江（まつえ）
神領家のお手伝い。守護のお世話をする。

#### 大江荘
大江 忠二（おおえ ちゅうじ）
民宿・大江荘の主人。中学卒業後、島を出たが、宿を継ぐために妻子と戻ってきた。
大江 博美（おおえ ひろみ）
大江荘の主人の妻。
大江 昌也（おおえ まさや）
大江荘の主人の息子。
大江 兼子（おおえ かねこ）
大江荘の主人の母。迷信深い。

#### 永崎家
永崎 麻理（ながさき まり）
父親が誰か分からない。小学生の時、母親が首を吊っている現場を発見する。
永崎 弘子（ながさき ひろこ）
故人。麻理の母親。島を出る時には身ごもっていた。夫の死後、島へ戻ってきた。
永崎 幸平（ながさき こうへい）
故人。弘子の父親。
永崎 篤郎（ながさき あつろう）
故人。弘子の兄。
永崎 登代恵（ながさき とよえ）
篤郎の妻。篤郎の死後、子供を連れて島から逃げ出した。
永崎 均（ながさき ひとし）
篤郎の息子。
永崎 洋治（ながさき ようじ）
篤郎の息子。均の弟。
永崎 寧子（ながさき やすこ）
篤郎の娘。均の妹。

#### 羽瀬川家
羽瀬川 志保（はせがわ しほ）
子供の頃、船から落ちて太腿に大怪我を負う。小学生の時、惨殺された父親を発見する。父親が存命中は、父とともに漁へ出かけ、父の代わりに船を操舵していた。父親を亡くした後、母親の実家の宮下家に引き取られるが邪険にされる。15歳で中学卒業と同時に島を離れる。
羽瀬川 信夫（はせがわ のぶお）
故人。志保の父親。元々は熊本で役所勤めをしていて、島とはなんの縁故もなかったが、慎子について島に渡り、漁師をしていた。志保をとても可愛がっていた。
羽瀬川 慎子（はせがわ みつこ）
故人。志保の母親。旧姓は宮下。島を嫌い島外に嫁いだが、病気を患い大手術を受けてから弱っていき、島に戻るが、2年後に死亡する。子供は志保一人だが、他に男児を死産している。

#### 診療所
泰田 均（やすだ ひとし）
僻地派遣医師として夜叉島に派遣された医師。式部に協力する。20代後半。式部は彼の診療所を拠点とし、彼との対話により、事件を整理していく。
竹之内（たけのうち）
診療所で働く看護婦。本土から通ってくる。
津山（つやま）
診療所で働く看護婦。本土から通ってくる。

#### その他
野村（のむら）
フェリー乗り場で働く男性。
瀬能（せのう）
野村の同僚。切符売り場担当。
太島（たじま）
島で宅急便屋を営む青年。
三好（みよし）
弁護士。神領家の代理人として、資金面で麻理に援助をしていた。
小瀬木（おぜき）
永崎麻理が勤める法律事務所長。麻理の父親代わりだった。

## 用語解説
黒祠（こくし）
明治政府が行った祭政一致政策によって、全国の神社は位階制で編成され、祭神も正統な神典に記載される神々に改められた。地方の小祠も統合されたり、弾圧されるなどしたが、その中で統合されなかったものを「黒祠」と言う。いわゆる邪教である。
神霊神社（じんりょうじんじゃ）
神領家の分家が代々宮司を務める神社。神領家で守護の役目を終えた人が宮司になる。
主神は「カンチ」、祀られている神像は馬頭夜叉と呼ばれ、馬首で角を持ち全身青色である。
起源は、大昔に村人を喰らっていた鬼を旅の行者が鎮め、祀ったのが始まりである。
守護（しゅご）
馬頭夜叉を鎮めるための存在。大抵、神領家(本家）の三男もしくは長女が務める。
守護は賓客として扱われ、たとえ親であってもその命令には逆らえない。
守護でいる間は蔵座敷で過ごし、決して外に出る事はない。戸籍すら与えられないが、役目を終えて外に出ると、戸籍がきちんと存在している。
解豸（かいち）
青い毛を持ち、熊のように大きな羊に似た中国の伝説上の神獣。額から一本の角が伸びている。公正を見分ける霊力を持ち、偽りの方をその角で指し示すという。
馬頭夜叉（めずやしゃ）
悪いことをすると刑罰を下す。決裁が下る時には社に白羽の矢が立つ。
アシハライ
夜叉島に残る風習の一つ。浄めの神事。忌み事があると、海に牛を流し、死骸が戻ってくるかどうかで吉凶を占う。
風車・風鈴
馬頭夜叉の決裁が下った後に馬頭夜叉を鎮めるための風供養。

## 刊行情報

### 小説
- 2001年2月、祥伝社ノン・ノベル、ISBN 4-396-20708-5
- 2004年6月、祥伝社文庫、ISBN 4-396-33164-9
- 2007年7月、新潮文庫、ISBN 978-4-10-124028-2

### 漫画
山本小鉄子の作画でコミカライズされた。描き下ろしの形で幻冬舎バーズコミックスから発売された。『屍鬼』とは対照的に、原作をほぼ忠実に漫画化している。
1. 2005年11月、ISBN 4-344-80648-4
2. 2005年12月、ISBN 4-344-80680-8
3. 2006年2月、ISBN 4-344-80693-X